# Лу Чжи
Лу Чжи (кит. трад. 陸治, 1496—1576) — китайский художник времён династии Мин, представитель школы У.

## Жизнеописание

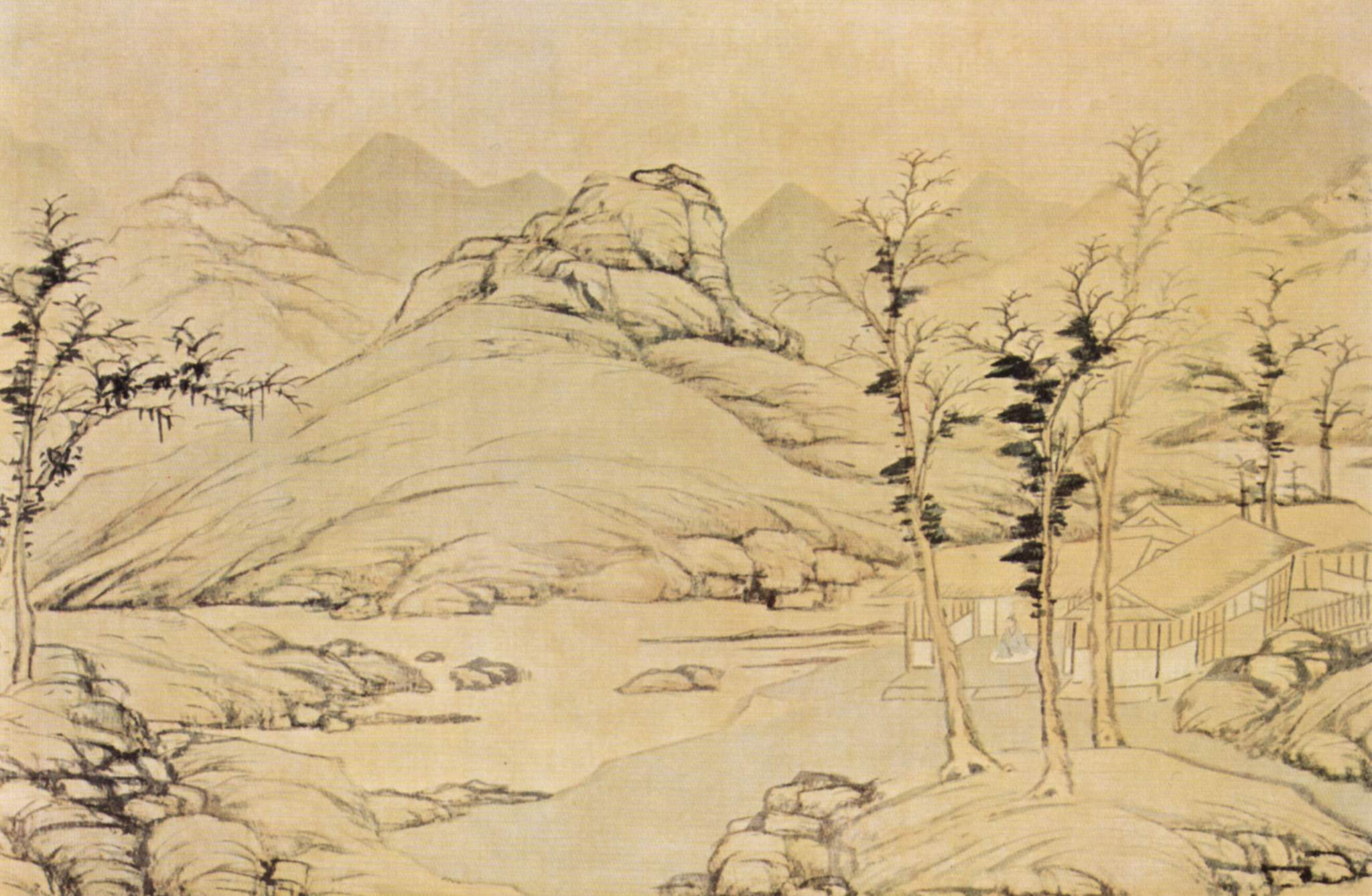
Лу Чжи, Весенний речной пейзаж. Музей императорского дворца

Родился в 1496 году в уезде Усянь Сучжоуской управы. Происходил из семьи среднего достатка. Пытался сделать чиновничью карьеру, но не смог сдать провинциальные экзамены. После этого становится учеником Вэнь Чжэнмина. Почти всю жизнь посвятил рисованию. За счёт продажи своих картин и существовал, не нажив, впрочем, значительного состояния ввиду многочисленности представителей школы У в Сучжоу. Со временем стал вести жизнь отшельника. Умер в 1576 году.

## Творчество
Работал в жанре «цветы и птицы», а также занимался ландштафтной живописью. На наиболее известной картине-свитке манера письма Лу Чжи простая и чистая. Художник использовал почти исключительно «сухую» тушь и лишь небольшие «размытия». Применение цвета соответствует стилю «синих вод и зелёных гор в малом масштабе», здесь искусно сочетается «теплота и гармоничность» со «старостью и силой».